# 2020 au Nigeria
Cet article présente les faits marquants de l'année 2020 au Nigeria.

## Évènements
- 9 février : des djihadistes attaquent le village d'Auno et les véhicules dans ses environs, situés sur la route stratégique entre Maiduguri (État du Borno) et Damaturu (État de Yobé) - vitale pour l'approvisionnement de Maiduguri[1] - tuant au moins 30 civils, et enlevant plusieurs femmes et enfants, avant de piller Auno puis d'incendier le village et les véhicules[1] ; Iswap, une branche de Boko Haram, est suspecté[1].
- 18 avril : des attaques dans l'État de Katsina au Nigeria font 47 morts.
- 9 juin : massacre de Felo dans le district de Gubio au Nigeria.
- 13 juin : l'État islamique en Afrique de l'Ouest mène plusieurs attaques coordonnées dans le nord-est :
  - des djihadistes arrivent en pick-up et engagent un affrontement avec une milice d'autodéfense locale pro-gouvernement qui défendait le village de Goni Usmanti, et s'en prennent aux villageois qui essayent de fuir, provoquant 38 morts (32 civils et 6 miliciens)[2] ;
  - en repartant, les assaillants croisent un camion de commerçants et l'incendient, nombre de morts inconnus, 2 survivants[2] ;
  - des membres de l'ISWAP, peut-être les mêmes, attaquent la garnison de Monguno, à une soixante de kilomètre à l'est de Goni Usmanti, causant 15 morts (9 soldats, 1 milicien et 5 civils) et au moins 37 blessés parmi les habitants de la garnison, tandis que les militaires les repoussent, tuant 20 djihadistes dans les affrontements[2] ;
  - pendant ce temps, d'autres insurgés incendient plusieurs bâtiments et véhicules devant un centre de travailleurs humanitaires de l'ONU proche de la garnison, et dépose une bombe devant la porte, mais celle-ci n'explose pas[2].
- 21 octobre : Des responsables nigérians ouvrent le feu sur des manifestants à Lekki (en), dans l'État de Lagos, tuant plusieurs personnes. Amnesty International évalue le nombre de morts à « au moins 12 »[3].
- 28 novembre : massacre de Koshobe.
- 11 décembre : enlèvement des lycéens de Kankara.